# Kung fu (handball)
Pour les articles homonymes, voir Kung fu (homonymie).

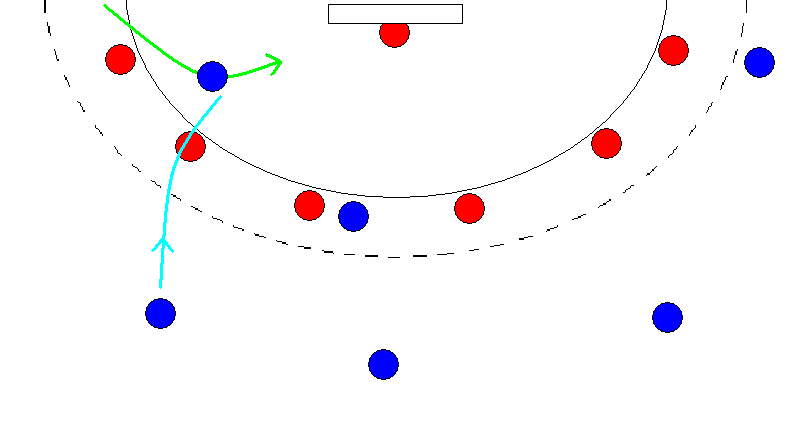
Schéma décrivant un kung-fu entre l'arrière gauche (qui fait la passe, en bleu) et l'ailier gauche (en vert)

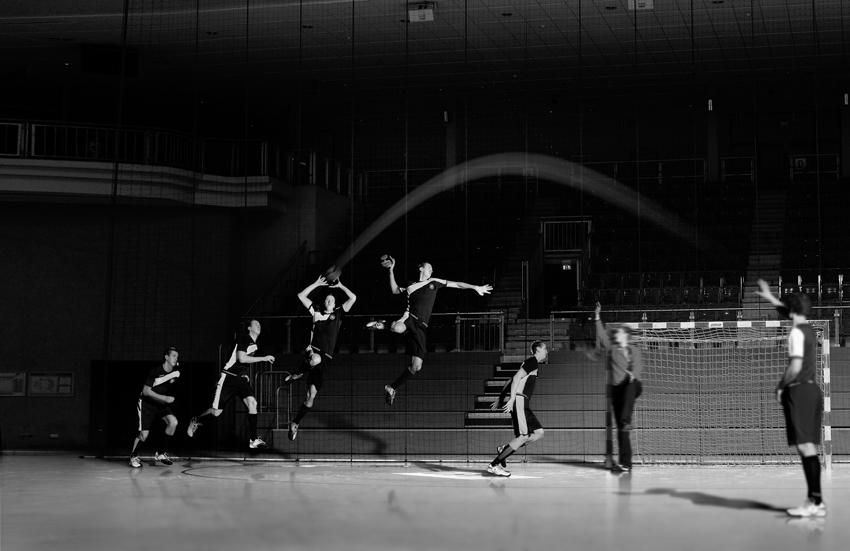
Illustration d'un kung-fu par l'Allemand Pascal Hens : impulsion, suspension, réception, tir et atterrissage.

Au handball, le kung-fu est un tir acrobatique dans lequel le tireur reçoit le ballon alors qu'il est en suspension au-dessus de la surface de but adverse puis tire en direction du but avant de toucher le sol. 
Cette figure a été inventée par le handballeur allemand Bernhard Kempa lorsqu'il évoluait dans son club de Frisch Auf Göppingen. Le geste est d'ailleurs aujourd'hui appelé Kempa-Trick (la feinte de Kempa) en allemand. 
En français, elle tire son nom de l'art martial du même nom, le kung-fu, et ce au moins depuis 1978 même si on lui attribue alors une origine japonaise.
Le kung-fu est l'équivalent du alley-oop au basket-ball.